# Hounfour
Hounfour (franz. Oufo) ist die kreolische Bezeichnung für die Tempel des haitianischen Voodoo. Er dient der Verehrung der Loa, der mächtigen Geistwesen im Voodoo-Glauben, häufig mit Opferungen verbunden. Die Sosyete ist die einem bestimmten Tempel zugehörige Gemeinschaft von Voodoogläubigen.

## Aufbau
Architektonisch handelt es sich bei einem Hounfour um eine Rotunde oder einen anderen Zentralbau, in dessen Mitte sich ein senkrechter Pfosten, der poteau-mitan, befindet. Dieser symbolisiert die Kommunikation zwischen den Gläubigen und den Loa. Der Altar wird rund um den Mittelpfosten errichtet. Er ist unter anderem mit Kerzen, individuellen Loa-Symbolen und, falls es sich um einen Tempel der synkretistischen Richtung des Voodoo handelt, mit katholischen Heiligenbildern geschmückt. Jeder Hounfour ist außen von einem péristyle genannten, überdachten und wandlosen Vorbau umgeben; dort können Interessierte, die nicht oder noch nicht der entsprechenden Sosyete (Tempelgemeinschaft) angehören, den Zeremonien im Tempelinneren zusehen.

## Leitung
Abhängig von der individuellen Spiritualität des Priesters wird der Tempel von einem Houngan (Weißmagier), einem Bocor (Schwarzmagier) oder einer Mambo (weiß- oder schwarzmagische Priesterin) geleitet und dient der Anrufung entweder der friedfertigen Rada-Loa oder der kriegerischen Petro-Loa. Die Loa der Nachon Ghede, die als Beschützer der verstorbenen Vorfahren gelten und neutral zwischen dem Rada und dem Petro stehen, werden hingegen meist auf Friedhöfen verehrt. Den jeweiligen Geistlichen im Hounfour stehen Hounsis, Religionsstudenten, als Messdiener zur Seite; der Assistent des Houngan ist der Hounganikon. Die einzelnen Zeremonien sind sehr unterschiedlich und hängen in der Gestaltung sowohl von der einzelnen Sosyete als auch von den angerufenen Geistwesen ab. Allen gemeinsam ist, dass weißmagische Zeremonien durch Anrufung von Legba, schwarzmagische durch Anrufung von Kalfu eingeleitet werden; diese dienen den anderen Loa als Türöffner zur materiellen Welt.